# 글로리아 에스테판
글로리아 마리아 밀라그로사 파하르도 가르시아 데 에스테판(스페인어: Gloria María Milagrosa Fajardo García de estefan, 1957년 9월 1일 ~ )은 직업적으로 글로리아 에스테판(Gloria Estefan)으로 알려진 쿠바 태생의 미국의 가수, 배우이다.
글로리아는 세계적으로 "라틴 팝의 여왕"으로 알려져 있고, 세계적으로 1억 장이 넘는 음반 판매고를 올려 100대 베스트 셀링 음악가 중 한 명이다. 미국에서만 3,150만 장의 음반 판매고를 올리고있다. 글로리아는 지금까지 그래미 상을 7번 수상했고, 현대 라틴 음악가 중에서는 가장 성공적인 크로스오버 아티스트다.
쿠바의 공산 혁명을 주도하며 1959년에 공산 정권을 세운 독재자 피델 카스트로의 통치 때문에, 3세 때 온 가족이 쿠바를 떠나 미국 플로리다주 마이애미로 이주하여 성장하였다.

## 음반 목록
정규
- 1984: Eyes of Innocence
- 1985: Primitive Love
- 1987: Let It Loose / Anything for You
- 1989: Cuts Both Ways
- 1991: Into The Light
- 1993: Mi Tierra
- 1994: Hold Me, Thrill Me, Kiss Me
- 1995: Abriendo Puertas
- 1996: Destiny
- 1998: gloria!
- 2000: Alma Caribeña
- 2003: Unwrapped
- 2007: 90 Millas
- 2011: Miss Little Havana
- 2013: The Standards
- 2020: Brazil305

## 같이 보기
- 가장 많은 음반을 판 음악가 목록